# كفر نفاخ
كفر نفاخ قرية من قرى الجولان، تتبع لقرى مركز منطقة «القنيطرة»، وتقع في أرض بركانية وعرة إلى الجنوب الغربي للمدينة بحوالي 12كم، وعلى طريق «القنيطرة- فلسطين»، وغرب تل «أبو خنزير»، مرتفعة 710 م عن سطح البحر، تقع «كفر نفاخ» بجانب الطريق الواصلة «دمشق» بفلسطين وغرب تلة «أبو خنزير»، على أرض بركانية وعرة.
يحدها من الشرق قرية «السنديانة» و«الدلوة» ومن الغرب قرية «العليقة» و«عين العلق» ومن الجنوب قرية «القادرية»، ومن الشمال قرية «المغيّر» وهي ملاصقة للطريق الواصل بين سورية وفلسطين ويوجد فيها مدرسة ابتدائية، وعمل سكانها البالغ عددهم قبل النزوح بفعل الاحتلال، 1790 نسمة بزراعة الحبوب والبقول والزراعات البعلية إلى جانب تربية الابقار والماعز.
يعود إعمارها إلى عهد قديم لوجود قناطر وأبواب تاريخية ضخمة، وكتابات منقوشة على حجارتها تعود إلى العهد الروماني، وحسب التنقيبات التي أجريت قبل العام 1967 فقد عثر فيها على أنقاض قرية قديمة وفيها معبد قديم كانت تجرى فيه الطقوس الدينية ويضم مقابر عديدة، وقد عثر في مدخل المعبد على تمثال لإنسان يحمل سيف محارب بيده.
في القرن الخامس عشر، أعيد بناؤها من جديد على يد السكان التركمان الذين التجؤوا إلى منطقة الجولان، وبنوا بيوت القرية من حجارة القرية الرومانية القديمة السوداء وسقوف حجرية مصفوفة ولاحقا بنوا منازلهم من الحجارة البازلتية مع سقوف قرميدية حمراء مكونة من طابقين حيث استخدموا الطابق السفلي للحيوانات والعلف والعلوي خصص للسكن.
ومن أهم العائلات التي سكنت القرية عشيرة "العسافلي": وهم من قبيلة "بني عساف" التركمانية التي كانت تحكم لبنان في الفترة المملوكية وساعدت الأتراك العثمانيين على المماليك البرجية (الجراكسة) في معركة مرج دابق وكان مركزهم طرابلس وبعد ضعف الزعماء المحليين أدى الأمر إلى منح الفرصة لآل "سيفا" الكردية الذين ازداد حقدهم وأطماعهم ببني "عسافط، فاغتالوا الأمير "منصور العسافلي" وهاجموا بشكل مفاجئ بني "عساف" الأمر الذي اضطرهم على الفرار إلى جهات مختلفة ومنها إلى "بيروت" ووادي التيم والجولان عام 1590 م 
ولها تواجد في قرية كفر نفاخ التركمانية الجولانية ولبنان والسويداء في الجنوب السوري.
ومن عشائر القرية عشيرة «كيخيا– عائلة شقيري المنتسبة إلى عشيرة الشقيرات من تركمان فلسطين (العشائر السبعة)– عائلة علي جان– عائلة زيدان– عائلة مطر».
في 10حزيران عام 1967 وفي تمام الساعة الثانية ظهراً احتلتها القوات الإسرائيلية وقامت بتدمير منازل القرية وتسوية معظم منازلها بالأرض، وجلبت إليها الحكومة الإسرائيلية حوالي 25 مستوطنا إسرائيليا من أفراد الجيش الإسرائيلي لإقامة مستوطنة على أنقاض القرية في العام 1968 إلا أنهم لم يستقروا فيها وانتقلوا إلى قرية «العليقة» بسبب أن الجيش الإسرائيلي أقام في القرية أكبر قاعدة عسكرية له في الجولان، وحول معظم المناطق الإستراتيجية إلى قلاع دفاعية ذات اكتفاء ذاتي ومترابطة مع المستعمرات التي أنشأتها إسرائيل، إضافة إلى إقامة مجموعة متشعبة وكثيفة من الحواجز والموانع ومراكز المراقبة والرصد والأقنية المضادة للدبابات التي تعرضت إلى قصف من قبل المدفعية والطائرات السورية في حرب تشرين عام 1973 حيث استطاع الجيش السوري السيطرة على القاعدة العسكرية الإسرائيلية التي كانت مقرا للقوات الإسرائيلية في الجولان ودارت فيها معركة حامية جدا، أدت إلى انسحاب القوات الإسرائيلية وهروب قائد تلك القوات «رفائيل آيتان» منها.
الشقيري، موجودين في فلسطين المحتلة، وفي الأردن، ودول الخليج العربي.
وقرية أبو شوشة قضاء حيفا مرج ابن عامر هي موطن ال (الشقيري)وهي من القرى التي دمرها الاحتلال الصهيوني البغيض..وسكنتها عدة عشائر أبرزها: ال السكران: عميدهم وشيخهم أبو هجرس الشيخ مطلق السكران (الشقيري) وعشيرة الصقر، والفاعور، والطبيشي، والحشكي، وهذه العشائر لاترتبط ببععضها بصلة قربى دم بل نسب ومصاهرة.